# 옥정암지 마애석불좌상
옥정암지 마애석불좌상(玉井庵址 磨崖石佛坐像)은 대한민국 전북특별자치도 임실군 삼계면 오지리에 있는 불상이다. 2017년 12월 14일 임실군의 향토문화유산 제5호로 지정되었다.

## 개요
노산에 위치한 옥정암지 마애불상이다.
높이 8m, 폭 25m의 암벽에 새겨진 것으로 대좌부터 육계까지의 높이가 약 6.43m에 이르는 대형 마애불이다.
옥정암에 대한 기록은 1904년 <운수지>에 처음 등장한다.
이보다 앞선 시기인 고려 말에 애꾸대사(一目大師)가 옥천사를 창건했다는 이야기가 전한다. 일목대사는 전국 명산을 두루 돌아 다니면서 만행을 하던 도중 마침 이곳 노산에 당도하였을 때, 갑자기 먹구름이 몰려와 소낙비가 쏟아지기 시작하였다고 한다. 갑자기 산중에서 만난 소낙비를 피하기 위하여 사방을 두리번거리는데 적당히 비를 피할 만한 곳을 발견하지 못했다. 그런데 일목대사 바로 옆에 있는 바위가 갑자기 무너지면서 큰 동굴이 나타났다. 대사는 동굴에서 밤을 세우는데 꿈 속에서 부처님의 계시가 있었다. “이곳에 사찰을 창건하라” 대사는 부처님의 계시대로 이곳에 사찰을 창건하고 옥천사(玉泉寺)라 이름하였다.
옥천사는 날로 번창하였다. 옥천사 아래 마을인 비아동에 쌀뜬 물이 강을 이룰 정도로 엄청난 사찰로 번창하였다. 당시에 옥천사 아랫마을에 정씨성을 가진 찰방이 살고 있었는데, 막강한 권력과 재력을 지니고 있었다. 정찰방은 옥천사 위에 대장군혈의 대명당이 있다하여 그곳에 묘를 쓰고, “옥천사를 비워라”고 명령을 했다. 일목대사는 이 수많은 수도승을 다 어찌하겠느냐고 하면서 애원을 했다. 그러나 정찰방은 목탁소리가 나니 대명당이 발복을 하지 않는다하여 강제로 절을 불태워 버렸다. 불타버린 절터 뒤에 부처님 상이 조각된 거대한 바위돌만이 그 흔적을 증명하고 있을 뿐이다. 몇 달 수에 일목대사가 변복을 하고 이곳에 나타나 “이곳 근방에 서광이 비친다”, “이 근방에 대장군혈의 대명당이 있지 않느냐?”고 하니 정찰방은 깜짝 놀라며 일목대사를 대동하고 명당자리에 이르렀다. 일목대사는 시치미를 떼고 “명당은 대단한 명당이로되 발목을 안하는 이유는 한 치를 높여 썼다. 한 치를 내려서 다시 치묘하면 대길 할 것이다.”하고 사라졌다. 정찰방은 부랴부랴 명당을 뜯어 고쳤다. 이후 정씨 가문은 점점 쇠퇴해졌다는 이야기가 전한다.